# Giovanni Battista Nicolini
Giovanni Battista Nicolini (Brescia, 16 gennaio 1794 – Brescia, 28 agosto 1870) è stato un avvocato, patriota e politico italiano, deputato alla Camera in rappresentanza di Brescia nel 1860.

## Biografia
Nacque da Francesco Nicolini e da Claudia Viviani, a Brescia, il 16 gennaio 1794.
Nel 1828, aderì alla Carboneria assieme a Tartarino Caprioli. Nei moti del 1848 fu nominato dal Governo Provvisorio Bresciano a partecipare alla nuova Congregazione provinciale.
Dopo la seconda guerra d'indipendenza, costituì il Circolo Politico con Diogene Valotti: associazione che riunì tutte le personalità bresciane che si schierarono con la Destra cavouriana. Fu tra i fondatori de «La Sentinella Bresciana», organo di stampa del circolo, che iniziò le pubblicazioni il 1º settembre 1859. Verso la fine dell'anno fu eletto Presidente del Circolo.
Nel gennaio 1860 fu eletto nel consiglio provinciale come rappresentante del secondo mandamento di Brescia. Alla prima seduta fu eletto sia Presidente della nuova assemblea che membro della deputazione provinciale. Alle elezioni politiche del 1860, tenutesi il 25 marzo, Nicolini fu il primo a sostenere la candidatura di Camillo Benso di Cavour nel collegio di Brescia I. Il conte partecipò alle elezioni senza avversari e venne eletto, ma, dovendo scegliere tra il successo di Brescia e quello di Torino, optò per quest'ultimo collegio, rendendo vacante il seggio bresciano. Alle suppletive che si tennero il 10 maggio, la Destra candidò Nicolini che sconfisse al turno di ballottaggio il veneto Alberto Cavalletto, proposto dalla Sinistra locale, guidata da Francesco Cuzzetti e Giuseppe Zanardelli. Durante la VII legislatura si distinse per aver votato a favore dell'annessione di Nizza e della Savoia alla Francia.
Nel 1861, Nicolini decise di non ripresentarsi in parlamento. A settembre fu sorteggiato tra i consiglieri provinciali che avrebbero terminato il proprio mandato. Si ricandidò pertanto nel secondo mandamento del capoluogo e venne rieletto. Nel 1866, al termine del secondo mandato, si ritirò a vita privata.
Morì a Brescia il 28 agosto 1870.

## Opere
- "Causa e natura di moti rivoluzionari", Brescia, Tipografia Venturini, 1848.